# Woke
Pour l'empereur du Japon, voir Kenzō.
Pour l’article ayant un titre homophone, voir Wok.

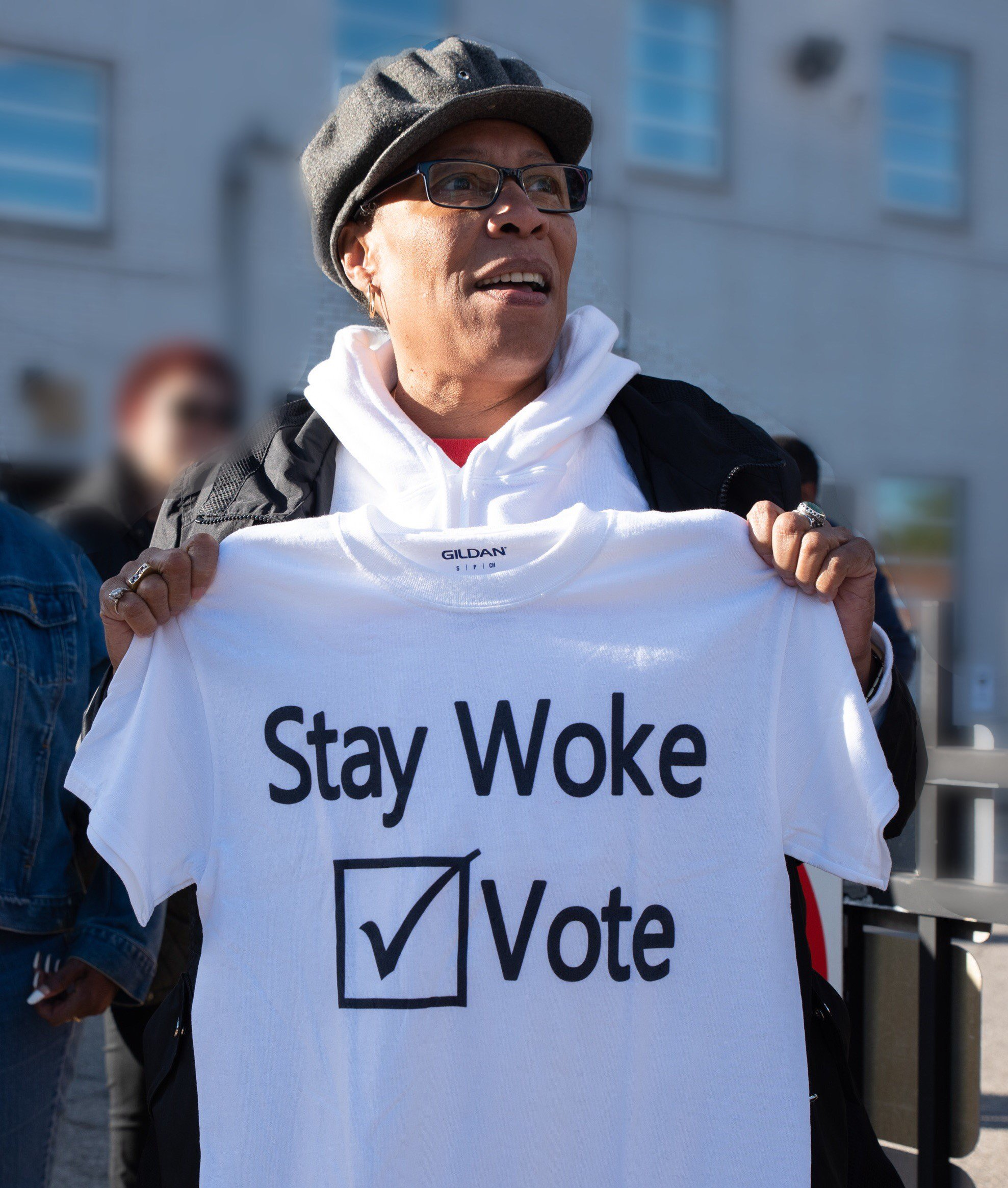
Marcia Fudge, représentante au Congrès, avec un t-shirt Stay Woke: Vote en 2018 (« restez en éveil : votez »).

Le terme anglo-américain woke (« éveillé ») désigne initialement le fait d'être conscient des problèmes liés à la justice sociale et à l'égalité raciale. En raison de son adoption croissante au-delà de ses origines afro-américaines, le terme est devenu un fourre-tout utilisé pour désigner et généralement critiquer des militantismes souvent centrés sur la défense des droits de groupes minoritaires et s'appuyant sur les idées de courants universitaires comme la critical race theory (« théorie critique de la race ») qui visent à promouvoir la justice sociale. Celles-ci incluent le mouvement Black Lives Matter et des formes connexes d'antiracisme, ainsi que des campagnes sur les questions relatives à la condition féminine (comme le mouvement #MeToo) et aux droits LGBT. L'expression « capitalisme éveillé » (« woke capitalism ») a été inventée pour décrire les entreprises qui expriment leur soutien à ces causes.
Selon leurs détracteurs, ceux qu'ils regroupent sous cette appellation se donneraient un ascendant moral injustifié et alimenteraient l'intolérance à l'égard d'opinions différentes, portant atteinte à la liberté d'expression notamment via la cancel culture.

## Origines et dérivés

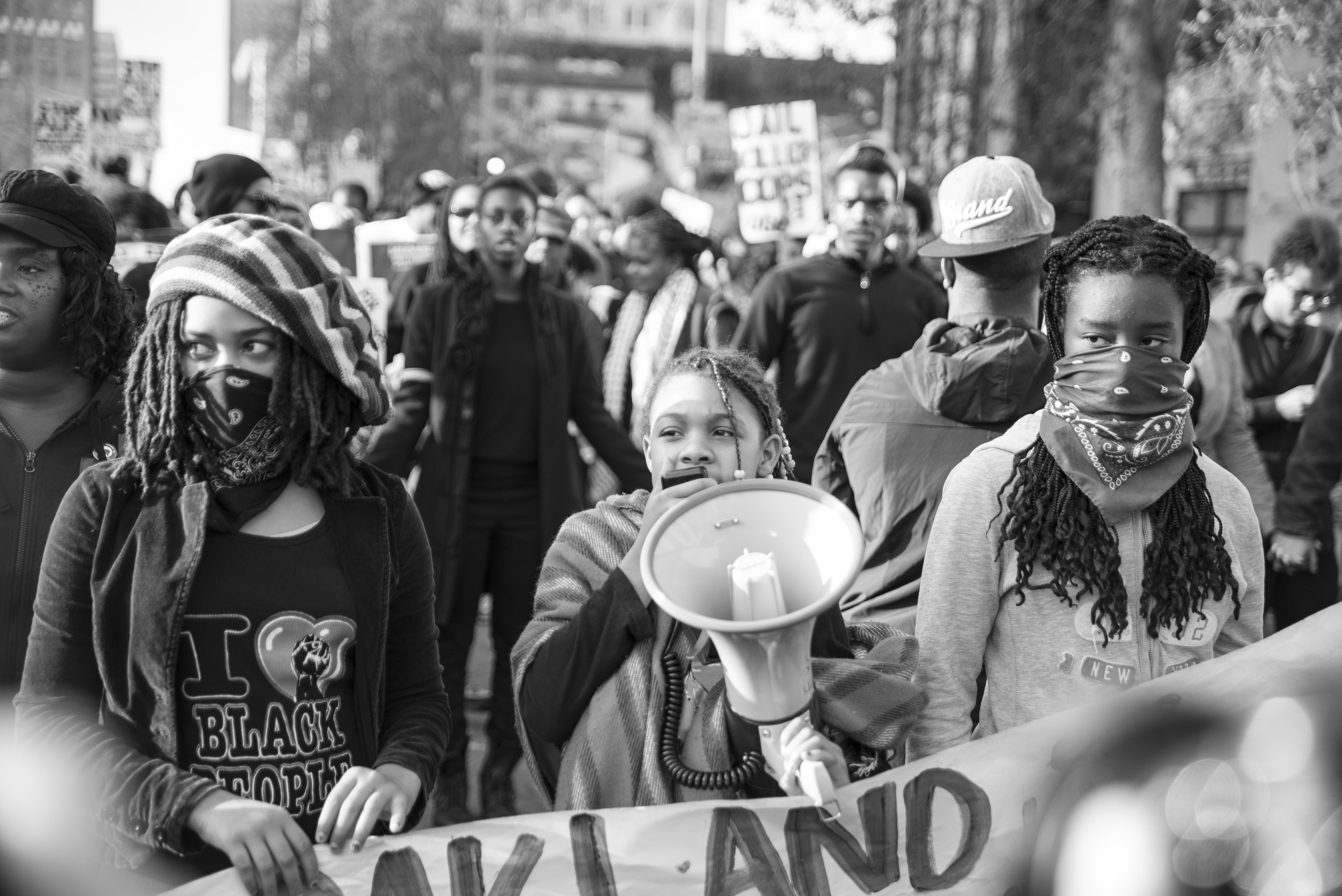
Manifestations du mouvement Black Lives Matter à Oakland (Californie) en 2014. Le mouvement est considéré comme à l'origine de l'utilisation du mot « woke ».

Le terme « woke » provient du verbe anglais « wake » (réveiller), pour décrire un état « d'éveil » face à l'injustice,. Il est initialement utilisé pour désigner des personnes conscientes des problèmes liés à la justice sociale et à l'égalité raciale. Il est parfois utilisé en anglais vernaculaire afro-américain dans l'expression stay woke (en français : « rester éveillé(s) » ou « reste(z) éveillé(s) », selon le contexte) : en effet, woke est alors utilisé à la place de woken, la forme habituelle du participe passé de wake. Cela a conduit à son tour à l'utilisation de woke comme adjectif équivalent à awake, qui est devenu courante aux États-Unis.
Le terme, utilisé notamment dans le monde africain-américain à partir des années 1960, a refait surface à l'époque de la naissance du mouvement Black Lives Matter en 2014, comme slogan pour encourager la vigilance et l'activisme face à la discrimination raciale, et à d'autres inégalités sociales telles que les discriminations vis-à-vis de la communauté LGBT, des femmes, des immigrés et d'autres populations marginalisées, et les mobilisations pour le climat.
Selon July Robert, en Europe et dans le monde francophone, le terme est devenu un « mot-valise » (à prendre ici au sens de « mot fourre-tout ») utilisé pour disqualifier nombre de prises de parole, surtout en sciences humaines et sociales et en particulier dans les études sur le genre et le racisme. Ces champs d'études se voient reprochés leur démarche idéologique, leur radicalisme et leur manque de rigueur. L'intersectionnalité et les études de genre, qui sont au cœur du wokisme sont devenus des concepts à combattre.
Le terme « woke » a fait l'objet de mèmes, de détournements parodiques et de critiques de la part de ceux qui lui reprochent d'être une idéologie moralisatrice, sectaire et manichéenne pouvant porter atteinte à la liberté d'expression.
Selon Vivien Vergnaud, alors rédacteur en chef adjoint du Journal du dimanche, remarquant que cette expression a été beaucoup moquée et que peu de gens s'en revendiquent, l'expression « wokisme » ressemble à l'expression politique « gauchisme ». Elle est plutôt utilisée pour dénigrer et disqualifier des adversaires politiques en regroupant plusieurs mouvements de pensée souvent assimilés à la gauche,,,,,,.
Pour le politologue Clément Viktorovitch, le terme « woke » est aujourd'hui davantage utilisé par les adversaires des mouvements progressistes que par les militants eux-mêmes. D'après lui, ce mot est devenu un concept fourre-tout, « un outil purement rhétorique, une arme de disqualification massive utilisée contre le discours de gauche ». Il constate que les polémiques autour du wokisme ont progressivement remplacé celles autour de l'islamo-gauchisme mais qu'elles ont les mêmes finalités : « disqualifier les luttes antiracistes et féministes ».
Dans le magazine américain de gauche The Atlantic, le journaliste David Graham estime que le wokisme a remplacé le socialisme comme adversaire idéologique de la droite. Cependant, relève Nicolas Truong dans le journal Le Monde, « la différence avec le communisme, c'est qu'aucun intellectuel ne se déclare wokiste ». Le magazine Regards identifie dans « l'anti-wokisme » une forme « d'anti-communisme ».

### Sens du mot woke au Québec
Le mot « woke » s'est répandu en français à la fin des années 2010. Son emploi péjoratif aurait été popularisé au Québec par l'essayiste et chroniqueur Mathieu Bock-Côté, qui aurait aussi contribué à faire connaître le mot en France.
Selon le linguiste québécois Gabriel Martin, l'on désigne péjorativement comme « woke » « une personne dont le militantisme s'inscrit dans une idéologie de gauche radicale, qui est structurée en fonction de questions identitaires (liées à la race, mais aussi au genre, à l'orientation sexuelle, etc.) » et que l'idéologie en jeu se trouve « en opposition conceptuelle et sémantique aussi bien avec l'universalisme progressiste hérité des Lumières qu'avec ses contreparties plus conservatrices». Il indique que le mot s'emploie aussi comme adjectif, par exemple dans l'expression « idéologie woke », parfois désignée comme du « wokisme ».
Par ailleurs, les linguistes québécois ont observé que le mot « woke » prend généralement un sous-sens péjoratif dans leur variété de français,. Selon eux, « [il] sert nommément à dépeindre comme endoctrinées et étrangères au dialogue démocratique sain les personnes dont on l'affuble » et on l'associe souvent à des individus « moralistes, dogmatiques, qui donnent des leçons, qui prônent la culture du bannissement et la rectitude politique ». Il en découle que le mot a pris le caractère d'un exonyme : il est peu employé par la gauche pour s'autodésigner,. Le journaliste Stéphane Baillargeon considère que le mot woke représente « une arme retournée par la droite contre la gauche ».

## Histoire

### XXesiècle
L'Oxford English Dictionary enregistre une utilisation politiquement consciente précoce en 1962 dans l'article If You're Woke You Dig It de William Melvin Kelley dans le New York Times et dans la pièce de 1971 Garvey Lives! de Barry Beckham (« I been sleeping all my life. And now that Mr. Garvey done woke me up, I'm gon' stay woke. And I'm gon help him wake up other black folk. »),.[pertinence contestée]

### Fin des années 2000
La première utilisation moderne du terme « woke » apparaît dans la chanson Master Teacher de l'album New Amerykah Part One (4th World War) (2008) de la chanteuse de musique soul Erykah Badu. Tout au long de la chanson, Erykah Badu chante la phrase : « I stay woke ». Bien que la phrase n'ait pas encore de lien avec les questions de justice sociale, la chanson de Erykah Badu est associée ultérieurement à ces problèmes,.[pertinence contestée]
To stay woke (« rester éveillé ») dans ce sens exprime l'aspect grammatical continu et habituel intensifié de l'anglais vernaculaire afro-américain : en substance, être toujours éveillé, ou être toujours vigilant. Selon David Stovall, « Erykah l'a introduit dans la culture populaire. Elle veut dire "ne pas être en paix", "ne pas être anesthésié" ».[pertinence contestée]

### Années 2010
En 2012, les utilisateurs de Twitter ont commencé à utiliser « woke » et « stay woke » en relation avec des questions de justice sociale et raciale et #StayWoke est devenu un mot-dièse largement utilisé. Erykah Badu a utilisé ce terme dès 2012 dans un message de soutien au groupe de musique féministe russe Pussy Riot, elle tweete : « La vérité ne nécessite aucune croyance. / Restez éveillés. Soyez vigilants. / #FreePussyRiot ».
Dans le monde anglo-saxon, le terme « woke » s'est répandu dans son usage courant à travers les réseaux sociaux et les cercles militants. En 2016, le titre d'un article de Bloomberg Businessweek s'interrogeait ainsi : « Is Wikipedia Woke? » (« Est-ce que Wikipédia est woke ? »), en faisant référence à la base des contributeurs majoritairement blancs de la communauté anglophone de l'encyclopédie en ligne.
Cette large utilisation du terme est telle qu'en 2016, Amanda Hess (en), une journaliste du New York Times, avance qu'il est « devenu presque à la mode pour les gens de clamer à quel point ils sont devenus conscients ». Selon elle, « si le « P.C. » [politiquement correct] est une raillerie de la droite, une façon de dénoncer l'hypersensibilité dans le discours politique, alors le « woke » est un retour de la gauche, une manière d'affirmer le sensible. Cela signifie que l'on veut être considéré comme quelqu'un de correct, et que l'on veut que tout le monde sache à quel point on est correct ». Elle exprime des inquiétudes sur le fait que le mot « woke » est l'objet d'une appropriation culturelle, écrivant : « Lorsque les Blancs aspirent à s'acheter une conscience, ils naviguent entre l'altruisme et l'appropriation ».
Le linguiste Ben Zimmer a également estimé en 2017 qu'avec la généralisation du terme, son « appartenance originelle à la conscience politique afro-américaine a été occultée ».
À la fin des années 2010, le sens du terme « woke » évolue, pour évoquer, selon Charles Pulliam-Moore, « une paranoïa saine, en particulier sur les questions de justice raciale et politique ». Il est adopté plus généralement comme un terme d'argot et fait l'objet de mèmes. Par exemple, MTV News l'identifie comme un mot-clé de l'argot adolescent en 2016.
Le « concept woke » soutient l'idée que cette prise de conscience est une évidence. Le rappeur Earl Sweatshirt se souvient d'avoir chanté « I stay woke ». Sa mère, dénigrant la chanson, lui aurait répondu : « Non, tu ne l'es pas ».
Enfin, le terme « woke » s'est étendu à d'autres causes et d'autres usages, plus mondains. En effet, le monde semble maintenant « éveillé » : la 75e cérémonie des Golden Globes, marquée par l'affaire Harvey Weinstein et la volonté d'en finir avec le harcèlement sexuel, était en partie woke, selon le New York Times. Le magazine London Review of Books affirme même que la famille royale britannique est désormais woke après les fiançailles du prince Harry avec l'actrice métisse Meghan Markle, dont les positions anti-Trump sont connues.

### Années 2020

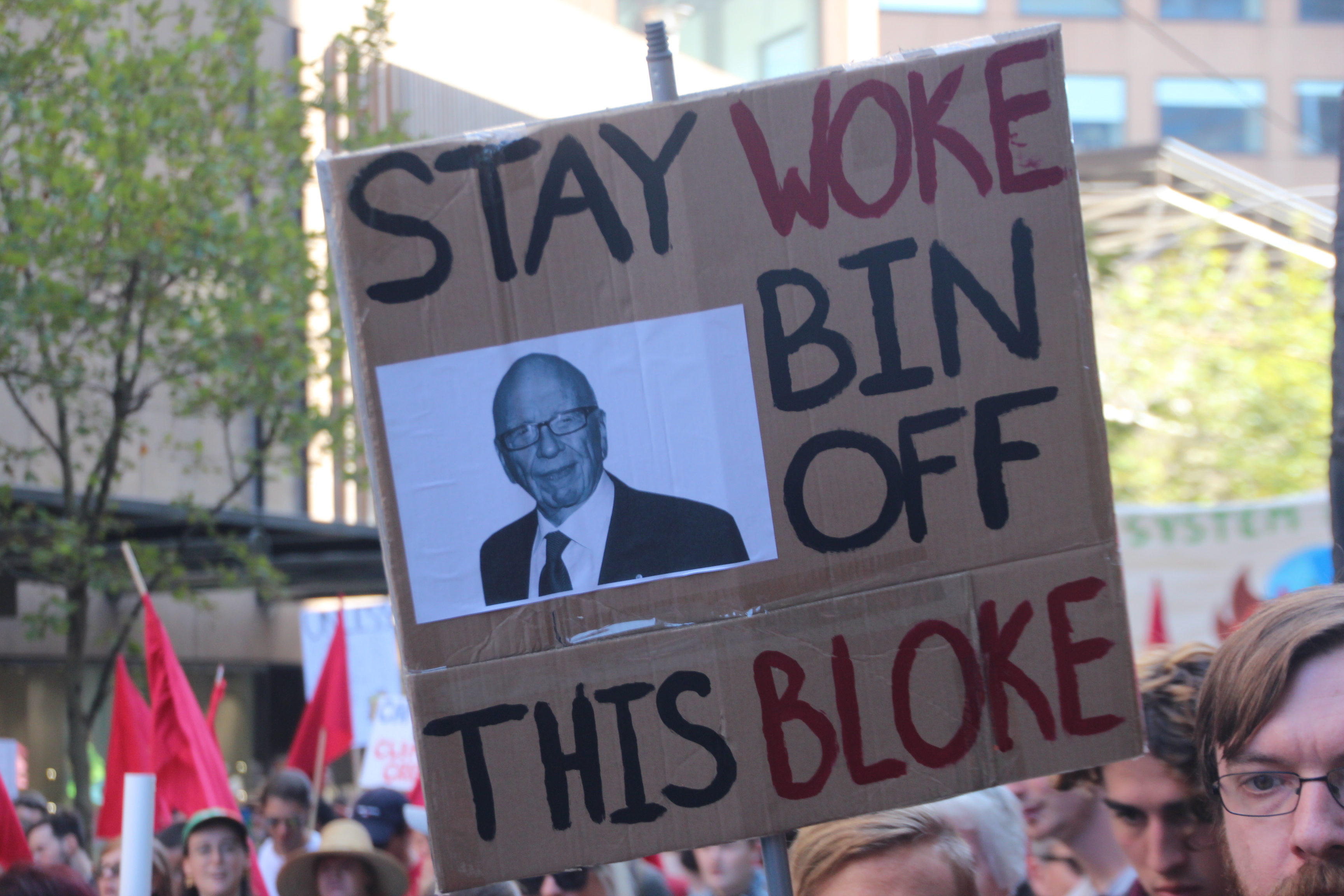
Marche pour le climat à Melbourne en 2020 : Stay woke, bin off this bloke (Restez woke, laissez tomber ce mec) avec une photo de Rupert Murdoch, en référence au déni du réchauffement climatique promu par les médias qu'il contrôle,

Créée par Keith Knight et Marshall Todd, la série télévisée Woke traite des injustices subies par les Afro-Américains du point de vue d'un dessinateur afro-américain à succès qui « entre dans le « woke » après une interpellation aussi brutale qu'injustifiée par des policiers blancs ».
Le 4 mars 2021, l'IFOP publie un sondage intitulé « Notoriété et adhésion aux thèses de la "pensée woke" parmi les Français ». Cette étude indique que les concepts et notions rattachés, selon les termes du sondeur, à la « pensée « woke » » (écriture inclusive, racisme systémique, masculinité toxique, etc.) ne sont que peu connus des Français. Concernant la notion de « pensée woke », 14±1,8 % des 1 011 sondés en ont déjà entendu parler, 6±1,8 % du panel en connaissent le sens. Le sondage démontre également que la compréhension des concepts exprimés dépendait principalement de l'âge et du niveau de diplôme.
Le 29 mars 2021, la pigiste Soisic Belin recense dans le journal Les Échos le mot « woke » parmi huit mots adoptés par la génération Z.
En juillet 2021, le ministère de l'Éducation nationale décide de lancer pour la rentrée un « laboratoire républicain » contre le wokisme en vue d'étudier l'influence de ce mouvement. Le rapport no 143 de l'IGESR fait état dans son Annexe 17 de plusieurs cas de mises en cause diffamatoires d'étudiants[Par qui ?] dans les IEP. Le sociologue Michel Wieviorka s'est rapidement opposé à la mesure, la jugeant disproportionnée.
En mars 2022, la Législature de Floride adopte la loi sur la liberté individuelle, que le gouverneur de Floride Ron DeSantis surnomme Stop Wrongs to Our Kids and Employees (WOKE) Act, interdisant en Floride l'enseignement dans les écoles et sur les lieux de travail de la théorie critique de la race et de l'existence d'un racisme systémique aux États-Unis, sous prétexte qu'elles amplifient les divisions raciales. DeSantis présente cette loi comme un outil permettant aux entreprises, aux employés, aux enfants et aux familles de lutter contre « l'endoctrinement woke ».

### Remise en question de l'existence d'un «mouvement woke»
Certains politologues, médias et groupes militants estiment que le terme « woke » a perdu sa signification avec sa réappropriation par les milieux conservateurs et serait devenu un simple mot fourre-tout, n'étant plus défini que par sa connotation péjorative et ne servant plus qu'à diaboliser artificiellement des revendications gênantes pour les intérêts de l'extrême droite,.
Ainsi, le site d'informations indépendant Mr Mondialisation qualifie le wokisme de « nouveau fantasme réac pour rester dans le déni » permettant d'« enfin assumer une posture anti-sociale, anti-minorité, anti-écologie, anti-tout-ce-qui-sort-de-la-norme sans grand effort intellectuel », tandis que le Parti du travail de Belgique y voit un moyen de diviser la classe travailleuse au profit exclusif du haut patronat.
Pour le politologue français et enseignant en rhétorique Clément Viktorovitch, le terme « woke » est aujourd'hui (2021) davantage utilisé par les adversaires des mouvements progressistes que par les militants eux-mêmes. D'après lui, ce mot est devenu un concept fourre-tout, « un outil purement rhétorique, une arme de disqualification massive utilisée contre le discours de gauche ». Il constate que les polémiques autour du wokisme ont remplacé celles autour de l'islamo-gauchisme, terme rapidement délaissé dans le débat public, mais qu'elles ont les mêmes finalités : « disqualifier les luttes antiracistes et féministes ». Il souligne également l'existence du « principe de proférence » : « le simple fait de proférer un mot suffit à le faire exister. Même si les auditeurs ne savent pas exactement ce qu'il signifie, ils vont partir du principe qu'il possède une signification ».
Le spécialiste des religions Frédéric Dejean a critiqué les usages récurrents d'une analogie religieuse visant le « wokisme », notamment par  Jean-François Braunstein. Il considère que c'est « un “ prêt-à-penser ” commode » qui exonère de tester empiriquement les hypothèses et que « l'analogie religieuse finit par être constamment recherchée sans aucune prise de distance critique ». De cet usage non maîtrisé, serait retiré « des bénéfices médiatiques et symboliques conséquents sans avoir à fournir un travail de recherche trop exigeant » avec trois conséquences néfastes : le transfert indu de propriétés d'un domaine à un autre par simple effet d'étiquetage, la propagation d'une vision datée du religieux en sociologie et la suggestion de l'existence d'une organisation structurée, l'équivalent d'une « Église » woke.

## Lewokeen marketing et dans les affaires
Le 21 novembre 2019, dans un article du magazine Time, la journaliste Alana Semuels détaille un phénomène qu'elle nomme « Woke capitalism » (« capitalisme éveillé »), dans lequel les marques tentent d'inclure des messages socialement « conscients » dans les campagnes publicitaires. Dans l'article, elle cite l'exemple de la star de football américain Colin Kaepernick, égérie d'une campagne de Nike avec le slogan « Croyez en quelque chose, même si cela signifie tout sacrifier ». Peu avant, Kaepernick avait créé une controverse en posant un genou à terre pendant l'hymne national américain, dans un geste de protestation contre le racisme et les violences policières contre la communauté noire. Le terme « Woke Capital » a également été utilisé par l'éditorialiste conservateur Ross Douthat (en). Selon Ross Douthat, l'attention portée par les entreprises aux injustices sociales n'est que la manifestation d'un « Woke capital », qui se moque de la prolifération des armes ou de la transphobie, mais qui a senti le vent tourner. Pour le journaliste indépendant Barthélemy Dont, aborder ces sujets permet à ces entreprises d'esquiver les polémiques sur les réseaux sociaux et de détourner l'attention médiatique de leurs agissements moins glorieux. Barthélemy Dont s'interroge également sur la pertinence de la campagne publicitaire de Nike : « Lorsque Nike mettait Colin Kaepernick en tête d'affiche d'une campagne publicitaire, est-ce parce qu'elle voulait « aider les communautés dans lesquelles elle travaille » ou bien parce que son cœur de cible est constitué de jeunes Noirs ? Ce qui est certain, c'est que ses ventes ont augmenté de 31 % dans les jours qui ont suivi ».
Le « capitalisme woke » décrit également l'attitude des grandes entreprises confrontées à la force des réseaux sociaux à une époque où les enjeux de réputation deviennent déterminants. Selon Le Monde, « des collectifs très organisés de consommateurs ou d'actionnaires harcèlent les multinationales pour les inciter à bien se comporter, que ce soit sur le plan écologique ou en matière de discrimination ». Ces pressions posent la question, pour la journaliste Anne de Guigné, des possibles dérives liées aux pressions morales exercées sans débat démocratique, notamment par certains mouvements féministes et antiracistes sur les acteurs économiques. Ainsi, la marque Gucci a été fortement critiquée au printemps 2019 pour avoir lancé un pull évoquant la pratique du blackface en présentant une grande bouche rouge sur fond noir qui rappellerait des caricatures racistes. Afin de se faire pardonner, la société a par la suite multiplié les dons à des associations de lutte contre les discriminations et les séminaires de sensibilisation. Les Échos notent que les groupes américains n'hésitent plus à prendre position publiquement sur toutes les grandes réformes sociétales, étant poussés en cela par les groupes de pression. Selon Anne de Guigné, la grande majorité des dirigeants adopterait cette nouvelle orientation morale par intérêt. Dans la même veine, Le Guardian souligne que l'industrie pétrolière, après avoir financé le déni du réchauffement climatique pendant des années, argue maintenant que la transition doit être très progressive pour éviter de pénaliser les classes défavorisées : la mutation vers une idéologie woke n'est qu'un argument pour prolonger la rente.
De nos jours, le terme « woke-washing » est utilisé pour dénoncer une pratique publicitaire ou communicationnelle par laquelle une marque revendique un engagement de façade similaire au greenwashing mais étendu à d'autres causes que l'environnement, telles que l'égalité entre les sexes, les genres ou encore l'inclusion.
Le wokefishing est l'utilisation d'un point de vue progressiste pour séduire une personne.

## Critiques
Le terme a fait l'objet de mèmes, de détournements parodiques et de critiques,.

### Get woke, go broke
L'expression « get woke, go broke » (alternativement « go woke, go broke (en) »), que l'on pourrait traduire en : « devenez Woke, finissez fauché ») est généralement utilisée aux États-Unis pour exprimer le sentiment que les entreprises (notamment celles du secteur du divertissement) qui adhèrent au politiquement correct, ou qui cèdent aux demandes des militants pour la justice sociale en souffriront financièrement. L'expression a été inventée par le romancier américain John Ringo.

### Critiques du «mouvementwoke»

#### Ascendant moral
L'écrivain conservateur britannique Douglas Murray a critiqué l'activisme moderne pour la justice sociale et les politiques woke dans son livre The Madness of Crowds: Gender, Race and Identity. Il a également fait valoir que le woke est un mouvement avec des objectifs respectables, mais qui est maintenant un terme « un peu chargé, de sorte qu'il a été beaucoup moqué ces dernières années et que beaucoup de gens eux-mêmes ne sont pas très enthousiastes à l'idée d'être décrits comme étant des woke ». Selon Douglas Murray, l'un des problèmes du mouvement woke, est qu'il « aggrave les choses en faisant croire aux gens qu'ils sont meilleurs. » Il affirme que « Beaucoup d'entre nous n'aiment pas l'antagonisation des gays contre les hétéros ou l'antagonisation des femmes contre les hommes, nous ne voulons pas que les races soient instrumentalisées les unes contre les autres ».
L'ancien président des États-Unis Barack Obama a montré son opposition à la course à la pureté idéologique des personnes se revendiquant woke, qu'il juge contre-productive. Il a déclaré : « L'idée de pureté, de n'être jamais compromis et d'être toujours politiquement woke (éveillé), tous ces trucs, vous devriez en finir vite avec ça... Le monde est compliqué, il y a des ambiguïtés. Les gens qui font de très bonnes choses ont des défauts. Les gens avec qui vous vous battez peuvent aimer leurs enfants et même, vous savez, partager certaines choses avec vous »,,. Barack Obama critique également les stratégies déployées en ligne par certains militants, s'inquiétant de cette tendance woke, particulièrement au sein des campus universitaires : « Il y a des gens qui pensent que pour changer les choses, il suffit de constamment juger et critiquer les autres », en l'illustrant par un exemple : « Si je publie un tweet ou un hashtag dénonçant vos mauvaises actions, ou le fait que vous avez utilisé le mauvais mot ou le mauvais verbe, et qu'ensuite je peux me détendre et être fier de moi parce que je suis super woke en vous ayant montré du doigt, ça n'est pas pour autant de l'activisme. Ce n'est pas comme ça qu'on fait changer les choses »,,. Obama ajoute encore : « Si vous vous contentez de jeter la pierre aux autres (sur les réseaux sociaux notamment), vous n'irez probablement pas très loin »,,.
Pour l'anthropologue et professeur de psychiatrie Samuel Veissière, « ceux qui se revendiquent comme woke éprouvent une certaine fierté morale à percevoir de la violence partout (patriarcat, sexisme, héterosexisme, grossophobie, transphobie, etc. Le terme a selon lui maintenant acquis une connotation plus cynique pour dénoter un puritanisme hystérique dans la montée du politiquement correct) ». Il ajoute : « Cette sorte d'inconscient judiciaire ne paraît pas très enviable. Il correspond cependant à une dérive de la société dans laquelle sera portée devant les tribunaux toute forme d'expression jugée déviante et non politiquement correcte : la liberté d'expression en est la première victime ».
En juillet 2020, la journaliste et commentatrice australienne Rita Panahi accuse les activistes et entreprises woke d'« être obsédés par des évènements historiques survenus il y a des centaines d'années », tout en fermant les yeux sur les exemples contemporains d'esclavage et de violations des droits humains contre les Ouïghours, les dissidents politiques et les prisonniers en Chine.
L'écrivaine et militante Chloé Valdary a déclaré que le concept d'être woke est une « épée à double tranchant » qui peut « alerter les gens sur l'injustice systémique » tout en étant « une interprétation agressive et performative de la politique progressiste qui ne fait qu'empirer les choses ».

#### Caractère religieux
Pour le philosophe et professeur émérite Jean-François Braunstein, le « projet woke » n'est ni philosophique, ni idéologique, ni même politique, mais relève du religieux extrême avec son péché originel, son credo, son inquisition, son radicalisme, ses différents textes fondateurs, apôtres, rites, dénonciations, anathèmes, blasphèmes… que l'auteur dénonce en 2022 dans son ouvrage intitulé La Religion woke. Contrairement à nombre d'autres critiques, il récuse la filiation avec la French Theory « des Foucault, Derrida et Lyotard », et renvoie plutôt à une tradition puritaine américaine avec un mouvement qui s'en prendrait « radicalement à la science et aux Lumières, à l'objectivité comme à la vérité » et s'attaquerait à l'universalisme républicain au profit d'un communautarisme.

#### Liberté académique
Dans un article du quotidien néerlandais De Volkskrant, un certain nombre d'universitaires expriment la crainte que la liberté académique ne soit menacée par une génération d'étudiants dotés d'une nouvelle « pureté morale » — que l'on appelle désormais « woke ». Les étudiants supposent parfois que vous êtes réveillé ou non sur la base d'un seul mot. Les activistes éveillés imposent une nouvelle forme de pureté morale, qui crée une coercition à la pensée, supprime et exclut les idées contraires, les débats conflictuels et les résultats de recherche indésirables, ce qui conduit à l'autocensure et menace la liberté académique. »[réf. nécessaire]
Le géographe électoral Josse de Voogd, qui travaillait à l'Université d'Amsterdam, mais qui est maintenant chercheur indépendant, déclare qu'« un groupe d'universitaires se tait sagement, car toute critique de la politique de diversité ou de la politique identitaire peut faire beaucoup de bruit ». Il explique que la résistance au wokeness [à l'état d'éveil] est rejetée comme une fragilité blanche, une attaque contre la position de personne blanche de la personne exprimant cette résistance, même si elle-même se trouve dans une position défavorisée et que sa critique en découle. Selon lui, il est même possible qu'on traite les personnes opposés aux woke d'extrême droite.
En octobre 2021, après que Kathleen Stock, professeur de philosophie à l'Université du Sussex, en Angleterre, militante féministe et lesbienne, considérée comme « critique du genre », a subi en octobre 2021 une campagne étudiante exigeant son licenciement, 200 universitaires décident de signer une tribune dans le Sunday Times pour dénoncer une « culture de la peur » et la complicité passive des universités. Les professeurs dénoncent l'emprise et la violence du mouvement « woke » au sein des universités britanniques concernant les questions de transidentité. Selon les universitaires, 80 incidents relevant de l'intimidation, du harcèlement ou de la censure, ont été relevés au cours des cinq années précédentes dans les plus grandes universités du pays. L'ampleur de la campagne contre Kathleen Stock est telle que la police a conseillé à la professeur de s'entourer de gardes du corps et d'installer des caméras de vidéosurveillance chez elle,.

#### Intolérance et «cancel culture»
Une tribune publiée dans le magazine Harpers, « A Letter on Justice and Open Debate », signée notamment de Noam Chomsky, Salman Rushdie ou encore de J.K. Rowling, prévient que la prise de conscience nécessaire des inégalités raciales et/ou de genre intensifie « un nouvel ensemble d'attitudes morales et d'engagements politiques qui tendent à affaiblir nos normes de débat ouvert et de tolérance des différences en faveur de la conformité idéologique »,,.

#### Oppositions politiques

##### En France et au Québec
Selon la journaliste Assma Maad, au sein de la gauche française, les partisans de la « laïcité offensive » s'inquiètent de la montée d'une intolérance au sein du mouvement woke à l'égard d'opinions opposées et d'un musellement de la liberté d'expression par les woke, notamment par la « cancel culture ».
Fabien Roussel, secrétaire national du PCF, s'est opposé à diverses pratiques woke,.
Des personnalités centristes comme François Legault, premier ministre du Québec, ou Jean-Michel Blanquer, alors ministre français de l'Éducation nationale, ont critiqué le « wokisme ». Jean-Michel Blanquer a accusé les militants woke de remettre en question l'unité républicaine en renvoyant les citoyens à une identité fondée sur leur origine, leur sexualité ou leur genre.
Selon Stéphanie Chayet du Monde, les tenants de l'universalisme républicain soutiennent que les penseurs de la French Theory des années 1970 (Michel Foucault, Gilles Deleuze, Jacques Derrida) ont énoncé les prémices de cette tension idéologique.

##### Ailleurs dans le monde

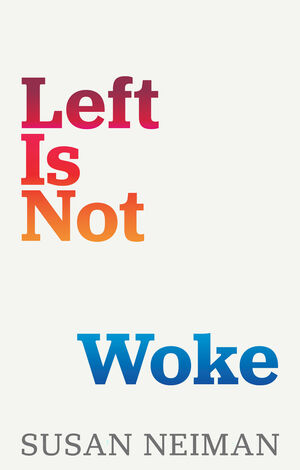
Couverture du livre Left Is Not Woke de Susan Neiman (2023).

La philosophe américaine Susan Neiman estime, dans son livre Left Is Not Woke (2023), que le woke est une perversion de la gauche. Pour elle, si cette idéologie part de constats nécessaires sur les inégalités ainsi que sur les chapitres sombres de l'histoire, le woke pousse ses constats jusqu'à l'absurde, essentialise les supposées différences entre personnes de « races » ou de genres différents, attribuant à tous les membres d'un supposé groupe les mêmes caractéristiques, et nie toute possibilité de progrès. Susan Neiman décrit ainsi le woke comme étant l'antithèse de la gauche, la gauche se devant de promouvoir « l'universalisme à la place du tribalisme ». Elle écrit : « Sans universalisme, il n'y a pas d'argument contre le racisme ; il n'y a que des tribus qui se font concurrence pour le pouvoir ».
Écrivant en 2023, Eric Levitz du magazine New York note que les personnes de gauche opposées au « wokisme » y dénoncent une dérive « extrême ou illibérale » du progressisme, et / ou « un moralisme superficiel ». Abondant en partie dans le sens de Susan Neiman, il souligne que diverses institutions éducatives aux États-Unis — dont (brièvement) la Smithsonian Institution — ont adopté et promeuvent l'argument de l'intellectuelle noire Tema Okun de l'université Duke qui dénonce l'objectivité, la rationalité et la prévoyance comme étant des valeurs de la « culture blanche » dont les Américains non-blancs devraient s'émanciper en les rejetant. Eric Levitz écrit que ces idées racisantes inhibent le progressisme au lieu de le faciliter. Il souligne également « les prétentions et les modes idéologiques absurdes » qui sont inculquées à certains élèves et étudiants au nom de l'antiracisme, et cite le chercheur en études noir-américaines Vincent Lloyd qui, étant de gauche, dénonce « l'endoctrinement d'étudiants dans un dogme identitaire lugubre » : toutes les personnes non-noires sont racistes, les noirs ont besoin de rester entre eux, l'oppression contre les noirs est la pire de toutes, elle est indépassable, et « les faits objectifs sont un outil de la suprématie blanche », devant donc être rejetés au profit de convictions woke.
Umut Özkirimli, du think tank espagnol Centre de Barcelone pour les Affaires internationales (en), publie en 2023 le livre Cancelled: The Left Way Back from Woke. Il y reproche à la gauche woke d'être réactionnaire, contre-productive et idéologiquement proche de la droite populiste. Il appelle au retour à une gauche progressiste, soucieuse de liberté et de pluralisme et qui ait pour boussole l'humanité commune à tous les êtres humains.
Le journaliste américain Jay Sophalkalyan reproche quant à lui aux idées woke d'avoir « une perspective réductrice qui filtre le monde à travers le prisme de relations de pouvoir fondées sur l'identité », où toute personne « perçue comme blanche, masculine, non-handicapée, hétérosexuelle » est jugée inévitablement « complice » d'oppressions systémiques. Reprenant la formule « gauche régressive », proposée en 2007 par le journaliste et activiste britannique de centre-gauche Maajid Nawaz, Jay Sophalkalyan voit dans le mouvement woke une « myopie morale » qui amène les idéologues woke à « s'abstenir de critiquer l'islam, prétendument en raison de son assimilation à des personnes de couleur ». Il souligne que des personnes de gauche n'ont pas voulu critiquer le travail forcé, le quasi-esclavage et les milliers de morts sur les chantiers de la Coupe du monde de football 2022 au Qatar, invoquant pour ce faire le passé esclavagiste de l'Occident ou le respect de la culture qatarie et de l'islam. Jay Sophalkalyan dénonce ainsi la distorsion par laquelle « toute personne qui ne souscrit pas à chaque aspect du dogme woke sans exception est un esclavagiste ou un fasciste » et selon laquelle il ne faut pas critiquer « les véritables esclavagistes et fascistes au Moyen-Orient et en Chine. […] Nous détestons tellement notre propre société [occidentale] que nous refusons d'accepter le fait que d'autres puissent être pires ».

### Accusation d'importation d'un mouvement anglo-saxon dans des pays de cultures différentes
L'ex-ministre français de l'Éducation nationale, Jean-Michel Blanquer, sous l'impulsion d'Emmanuel Macron, souhaitait lutter contre les méthodes et les messages de la culture « woke » et de la « cancel culture ». Il estimait que cette idéologie venue des États-Unis contribuait à la fragmentation de la République : « on ne doit pas essentialiser les différences » et « on ne doit pas chercher à fragmenter la société en sous-chapelles identitaires ».
Pour l'essayiste Anne-Sophie Chazaud « L'importation de ces « concepts » souvent hystériques représente un appauvrissement culturel, une soumission à des schémas de pensée dominants qui sont ceux de l'économie culturelle dominante : comme émancipation, on pourrait faire mieux ! » Par ailleurs, « ce modèle anglo-saxon, à la fois des « social justice warriors » et de sa déclinaison à la mode du woke est l'émanation d'une société dans laquelle tout est judiciarisé. Il convient donc d'être en « éveil », ce qui, dans le fond, correspond aussi à la notion de « veille » liée aux nouvelles technologies de l'information et de la communication sur lesquelles règnent les GAFA, afin de pouvoir toujours porter le fer, sur le modèle d'une potentielle action judiciaire permanente. ».
Au contraire, pour Albin Wagener, chercheur associé à l'INALCO, c'est plutôt l'inverse qui se produit : ce ne sont pas des militants qui importent la « culture woke », mais des think tanks français qui « organisent une importation des paniques morales conservatrices américaines dans l'espace politique français, afin de contrer le progressisme politique ». Il vise notamment le think tank Fondapol et tout un « spectre politique qui va de la gauche républicaine conservatrice à l'extrême droite ». D'après lui, le but est « de présenter une vision conservatrice de la société » et de présenter « des mouvements de reconnaissance et de justice sociale comme dangereux pour l'équilibre démocratique ».

### Doutes sur l'existence du wokisme en tant que mouvement structuré
Certains intellectuels et politiciens estiment que le mot "woke" ne recouvre aucune réalité sociologique et le considèrent comme un terme vague destiné à disqualifier les causes progressistes.
Pour François Cusset, historien des idées et professeur de civilisation américaine à l'Université de Paris Nanterre, "le terme ne recoupe rien de cohérent ou d'unitaire" et est principalement "un fantasme de la droite réactionnaire qu'elle a mis sur le marché des fantasmes politiques".
Le sociologue Alain Policar, dans son livre Le wokisme n'existe pas, retrace la généalogie de ce terme, dont il estime qu'il sert à nommer "ce que les conservateurs n'aiment pas".
En réaction à une polémique suscitée par le Mouvement réformateur, qui avait publié une vidéo faisant un portrait élogieux de Mussolini, le député Ecolo Guillaume Défossé a déclaré "le MR défend le fascisme de Mussolini". Après les republications de l'extrême-droite française, le respect pour Zemmour, les discours délirants sur ce qu'il appelle le 'wokisme', ça fait longtemps que les lignes sont dépassées".
Pour Frédéric Lordon, la généralisation du mot wokisme dans le débat public est le reflet d'un "stupéfiant triomphe des idéologues d'extrême droite à imposer leurs thématiques délirantes".
Selon Marie-Anne Paveau, professeure en sciences du langage à l'université Paris-XIII, le mot "n'a aucun contenu sémantique sérieux, si ce n'est de vouloir détruire l'adversaire qu'on désigne ainsi, de manière malhonnête parce qu'il s'agit de faire croire qu'il y a là un ennemi dangereux pour la République".
De son côté, le Parti du Travail de Belgique le considère comme un moyen de diversion et de division afin de freiner les luttes sociales.

### Élection présidentielle américaine de 2024
Au lendemain de l'élection présidentielle américaine de 2024, le 6 novembre, Google a constaté que les demandes de définition du terme «wokisme» ont battu des records. La candidate démocrate Kamala Harris aurait perdu le vote populaire à l'échelle nationale de justesse (avec 48,3% contre 49,9% à Trump) car elle aurait trop évoqué ces thématiques, selon des partisans du président élu Donald Trump, et le «wokisme» aurait été le bouc émissaire de ce dernier, selon le quotidien français Libération. Publié trois jours après le scrutin, un large sondage sortie des urnes de l'institut américain Blueprint, proche du camp démocrate, a montré que la supposée "trop grande attention de Kamala Harris" aux "questions culturelles, telles que la transidentité, plutôt qu'aux intérêts de la classe moyenne" est arrivée en 3ème position après l'inflation et l'immigration dans les motivations du vote Trump , avec 17% des électeurs interrogés qui ont coché cette case et près d'un quart pour ceux qui étaient restés indécis jusqu'aux derniers jours.
En France, des leaders politiques tels que Nicolas Sarkozy, Éric Ciotti, Éric Zemmour et Jean-François Copé se sont réjouis de la victoire de Trump en invoquant cette raison. Cependant, Kamala Harris n'a "jamais mis en avant le fait qu'elle était une femme ou noire" et s'est "tenue loin de ce type de discours et de mobilisations", selon une enquête de vérification des faits de Libération, et "gommé toute référence" au wokisme, selon le quotidien Le Monde. La motivation des électeurs de Trump viendrait plutôt du fait que leur candidat "a martelé en permanence et mené une campagne ouvertement antiwoke, à coups de spots publicitaires transphobes associant Harris à la lutte pour les droits des personnes trans", en dépensant 65 millions de dollars en publicités sur ce thème, Trump ayant lui-même "agité le spectre d'un changement de sexe à l'école", de manière brutale et sans consulter les parents des enfants. La candidate démocrate avait pourtant recentré son Parti sur "l'abandon du wokisme" et le "soutien à la classe moyenne" avait pourtant titré dès août 2024 le quotidien Le Figaro  et évité soigneusement d'aborder les questions de race et de genre dans ses discours, avait analysé en septembre dans Le Point Nicole Bacharan, historienne et politologue spécialiste des États-Unis. Mais même si elle n'a "heureusement pas du tout mené une campagne woke", selon le constat de la philosophe Susan Neiman, dans Philosophie magazine, une partie des électeurs de Trump ont eu cette perception.